# Taleporia discussa
Taleporia discussa är en fjärilsart som beskrevs av Edward Meyrick 1921. Taleporia discussa ingår i släktet Taleporia och familjen säckspinnare. Inga underarter finns listade i Catalogue of Life.